# St. Elmo's Fire (canção)
St. Elmo's Fire é o oitavo single da carreira solo de Hironobu Kageyama. Foi lançado em 21 de novembro de 1985 pela Nippon Columbia e possui duas faixas, a homônima e "Bay Area no Kaze."

## Produção
St. Elmo's Fire é o título original do filme O Primeiro Ano do Resto de Nossas Vidas, para o qual John Parr e David Foster compuseram uma canção homônima, cantada por Parr. A capa deste single procura recriar a atmosfera do cartaz original. A trilha composta por Foster concorreu ao Grammy Awards em 1986 na categoria Melhor trilha sonora para filme ou especial de TV. O single original também ganhou uma indicação.
O álbum Born Again, de Hironobu Kageyama, foi relançado com o título de Born Again+4 por causa da adição de quatro músicas. As duas faixas deste single estão entre as quatro.
Para o arranjo do lado B do single, Kageyama se juntou a Kenichi Sudo, solidificando uma parceria que viria a se estender por décadas, formando três bandas com ele, a AIRBLANCA, a TRY FORCE e a BROADWAY, com quem compuseram diversas músicas de Os Cavaleiros do Zodíaco, compiladas no álbum Saint Seiya Hit Kyokushuu III BOYS BE ~Kimi ni Ageru Tame ni~. Sudo viria a trabalhar com Kageyama em seus álbuns Born Again; I'm in You; Cold Rain; e Rock Japan.

## Recepção
Sobre "St. Elmo's Fire", o site Shiosairec disse que a faixa-título é "divertida de ouvir e comparar com a versão original por John Parr." 

## Faixas
| Lado A         |                                        |                                                    |                |                |         |  |
| N.º            | Título                                 | Letras                                             | Música         | Arranjo        | Duração |  |
| 1.             | "St. Elmo's Fire" (cover de John Parr) | David Foster, J. Parr e Sayuri Yamamoto (tradução) | H. Kageyama    | Tadashi Namba  | 4:08    |  |
| Duração total: | Duração total:                         | Duração total:                                     | Duração total: | Duração total: | 4:08    |  |

| Lado B         |                    |                |                |                |         |  |
| N.º            | Título             | Letras         | Música         | Arranjo        | Duração |  |
| 1.             | "Bay Area no Kaze" | H. Kageyama    | H. Kageyama    | Kenichi Sudo   | 4:07    |  |
| Duração total: | Duração total:     | Duração total: | Duração total: | Duração total: | 4:07    |  |